# Bình Mỹ, Bình Sơn
Bình Mỹ là một xã thuộc huyện Bình Sơn, tỉnh Quảng Ngãi, Việt Nam.
Địa giới hành chính của xã phía Đông giáp xã Bình Chương, huyện Bình Sơn; phía Tây giáp xã Trà Bình, huyện Trà Bồng; phía Nam giáp xã Tịnh Trà, huyên Sơn Tịnh; phía Bắc giáp xã Bình Minh, huyện Bình Sơn. Sông Trà Bồng chia đôi xã: 1 bên là xã Bình Minh (bên bồi) và 1 bên là xã Bình Mỹ (bên lở).
Xã Bình Mỹ có 3 thôn: thôn Thạch An, Phước Tích, An Phong...
Toàn xã có 3 trường: Trường tiểu học số 1 Bình Mỹ, trường tiểu học số 2 Bình Mỹ và Trường Trung học cơ sở Bình Mỹ. Muốn học cấp 3 phải học ở các địa phương khác.